# 蠼螋

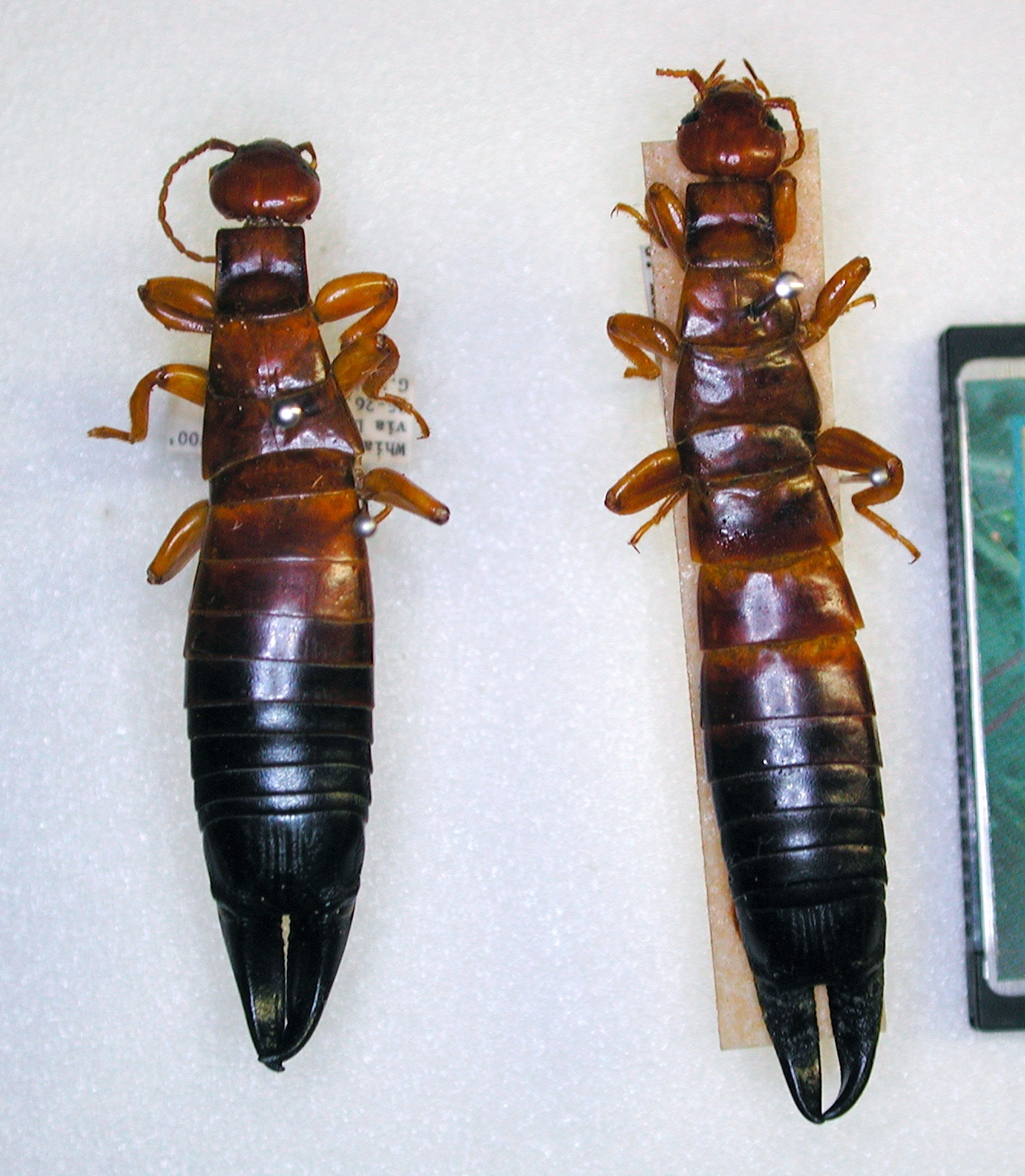
澳大利亞的褐巨螋（Titanolabis colossea） - 63 毫米

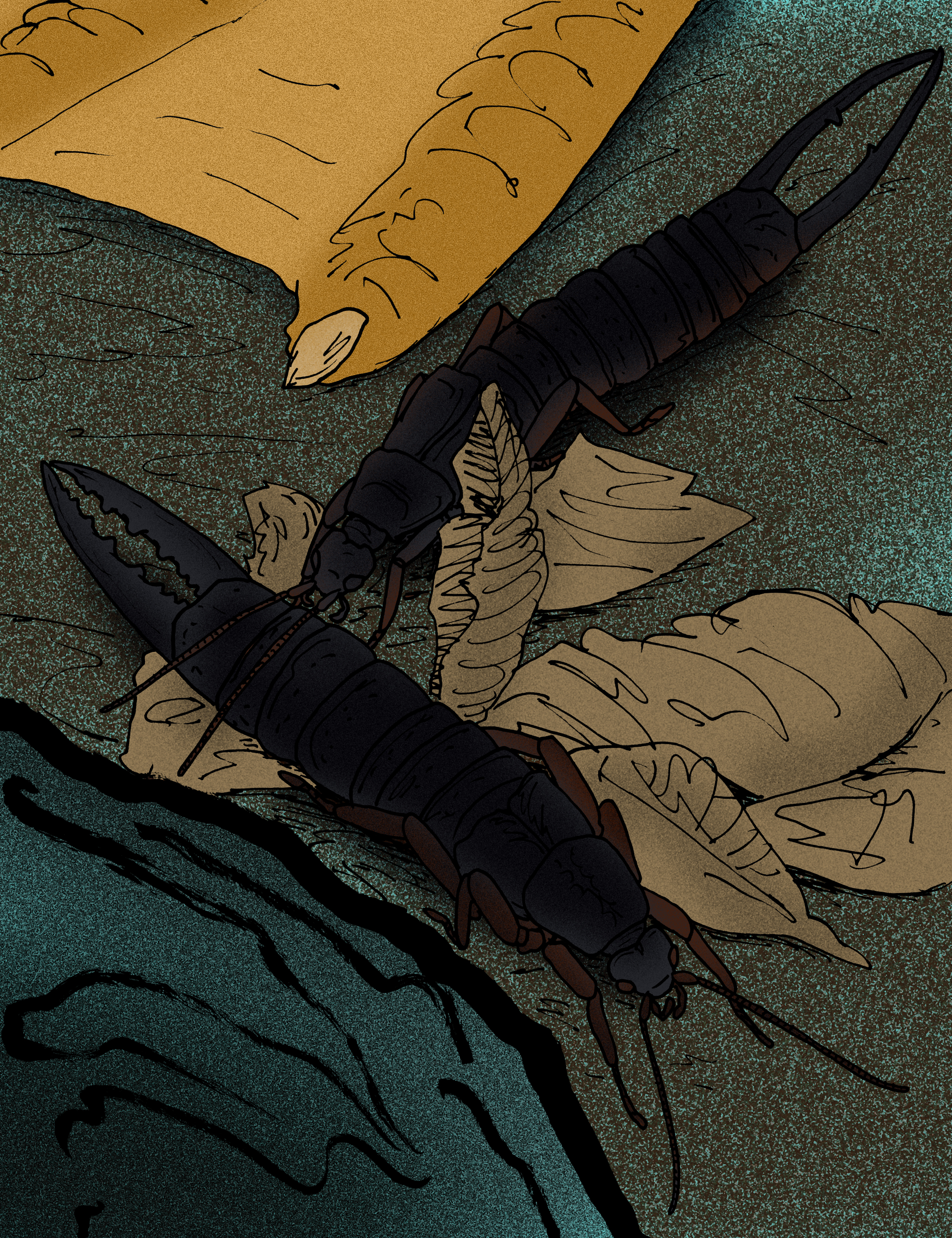
已滅絕的聖赫勒拿蠼螋，目前已知體型最大的蠷螋

蠼螋，俗稱“耳夾子蟲”、“剪刀虫”，是昆蟲綱革翅目（學名：Dermaptera）物種的通稱。

## 特徵
蠼螋目前已記錄的有12科，約2000種。該目相較其他昆蟲的目來說成員較少，最顯著的特徵是特化成尾鉗的尾毛。
蠼螋其擁有飛行能力，但一般飛不遠，以爬行為主，並且是衣魚有名的天敵。其為不完全變態類的昆蟲，體長約小於一公分到五公分不等，腹部伸縮自如，因此有人深信牠們會爬入人耳，但事實上不常發生。其末端有由尾毛特化成的尾鉗，雌蟲尾鉗平直，雄蟲彎曲，生長在土壤中，落葉堆或岩石下，為雜食性昆蟲。
此類昆蟲具有育幼行為，雌性的蠼螋在產卵後會像鳥類一樣伏在蟲卵上等待孵化，並不時將卵表面清理乾淨，避免卵受真菌危害，甚至照顧幼蟲至離巢。

在食物不足時,蠼螋會讓後代吃掉自己。

## 分類

### 蠼螋亞目Forficulina
- 大尾蠼螋科 Pygidicranidae
- 絲尾螋科 Diplatyidae
- 肥蠼螋科 Anisolabididae
- 球蠼螋科 Labiduridae
- 扁螋科 Apachyidae
- 綿螋科 Spongiphoridae
- 墊跗蠼螋科 Chelisochidae
- 蠼螋科 Forficulidae

### 鼠螋亞目Hemimerina
- 鼠螋科 Hemimeridae

### 蝠螋亞目Arixenina
- 蝠螋科 Arixeniidae

## 分佈
蠼螋分布比較豐富，可以在大半個美洲和歐亞大陸中被發現。蠼螋在1907年從歐洲引入北美，但在南部和西南部各地更常見。在北部發現的蠼螋是僅在遙遠加拿大上的本土物種，它多隱藏在濕地中的新興植物的葉腋中。在中国南方各地均有分布，沿海地区能在住房中发现该物种。

## 延伸阅读
[在维基数据编辑]
 《欽定古今圖書集成·博物彙編·禽蟲典·蠷螋部》，出自陈梦雷《古今圖書集成》

## 外部連結
- 中国科普博览：革翅目（蠼螋） （页面存档备份，存于）
- 中国科普博览：孵卵育儿的蠼螋 （页面存档备份，存于）